# 성용욱
성용욱(1936년 ~ )은 경남 산청 태생으로 대한민국의 군인, 공무원이다.

## 학력
- 육군사관학교 15기 문학사
- 연세대학교 행정대학원 행정학 석사

## 약력
- 국세청 청장
- 자유민주연합 특임위원

| 전임 안무혁 | 제6대 국세청장 1987년 5월 27일 ~ 1988년 3월 4일 | 후임 서영택 |

| 전임 유승국 | 제24대 한국마사회 회장 1992년 10월 26일 ~ 1993년 10월 11일 | 후임 오경의 |